# Polycope punctata
Polycope punctata är en kräftdjursart som beskrevs av Georg Ossian Sars 1870. Polycope punctata ingår i släktet Polycope, och familjen Polycopidae. Arten är reproducerande i Sverige.